# Bukoler
Bukoler (grekiska bukoloi, "herdar") var ett forntida herdefolk i de otillgängliga delarna av nordvästra Nildeltat varifrån de företog rövartåg till närgränsande trakter. Under Marcus Aurelius gjorde de ett farligt uppror mot romarna, men kuvades med list.
Bukolisk används om det som hör till herdelivet, till exempel bukolisk dikt, herdedikt. En  bukoliker är en författare av herdedikter. 
Ett minne från den tid då Dionysos dyrkades i tjurgestalt användes benämningen bukoler på vissa funktionärer i Dionysoskulten i forntidens Grekland.